# Campeonato Argentino de Mayores 1976
El Campeonato Argentino de Mayores de 1976 fue la trigésimo-segunda edición del torneo de uniones regionales organizado por la Unión Argentina de Rugby. Se llevó a cabo entre el 4 de septiembre y el 10 de octubre de 1976.
La Unión de Rugby del Valle del Chubut fue designada por primera vez en su historia como sede de las fases finales del torneo, habiendo anteriormente solo sido elegida como subsede durante el Campeonato Argentino Juvenil de 1975.
Buenos Aires consiguió su décimo-cuarto título, el décimo-primero de forma consecutiva, luego de vencer a la Unión de Rugby de Cuyo en la final por 19-9 en la ciudad de Trelew.

## Equipos participantes
Participaron de esta edición dieciséis equipos: quince uniones provinciales y la Unión Argentina de Rugby, representada por el equipo de Buenos Aires. 
| Equipo        | Unión                                                |
| ------------- | ---------------------------------------------------- |
| Alto Valle    | Unión de Rugby del Alto Valle de Río Negro y Neuquén |
| Austral       | Unión de Rugby Austral                               |
| Buenos Aires  | Unión Argentina de Rugby                             |
| Chubut        | Unión de Rugby del Valle del Chubut                  |
| Córdoba       | Unión Cordobesa de Rugby                             |
| Cuyo          | Unión de Rugby de Cuyo                               |
| Jujuy         | Unión Jujeña de Rugby                                |
| Mar del Plata | Unión de Rugby de Mar del Plata                      |
| Nordeste      | Unión de Rugby del Nordeste                          |
| Rosario       | Unión de Rugby de Rosario                            |
| Salta         | Unión de Rugby de Salta                              |
| San Juan      | Unión Sanjuanina de Rugby                            |
| Santa Fe      | Unión Santafesina de Rugby                           |
| Sur           | Unión de Rugby del Sur                               |
| Tandil        | Unión Tandilense de Rugby                            |
| Tucumán       | Unión de Rugby de Tucumán                            |

## Primera fase

### Zona 1
La Unión Cordobesa de Rugby fue la subsede de la Zona 1, con los encuentros disputándose en las instalaciones del Jockey Club Córdoba.
|  | Semifinales     | Semifinales     | Semifinales     |               |         | Final           | Final           | Final           |  |
|  | 4 de septiembre | 4 de septiembre | 4 de septiembre |               |         | 5 de septiembre | 5 de septiembre | 5 de septiembre |  |
|  |                 |                 |                 |               |         |                 |                 |                 |  |
|  |                 |                 |                 |               |         |                 |                 |                 |  |
|  | Córdoba         | Córdoba         | 28              |               |         |                 |                 |                 |  |
|  | Córdoba         | Córdoba         | 28              |               |         |                 |                 |                 |  |
|  | Alto Valle      | Alto Valle      | 6               |               |         |                 |                 |                 |  |
|  | Alto Valle      | Alto Valle      | 6               |               | Córdoba | Córdoba         | 3               |                 |  |
|  |                 |                 |                 |               | Córdoba | Córdoba         | 3               |                 |  |
|  |                 |                 | Mar del Plata   | Mar del Plata | 9       |                 |                 |                 |  |
|  | Mar del Plata   | Mar del Plata   | Mar del Plata   | Mar del Plata | 9       | 60              |                 |                 |  |
|  | Mar del Plata   | Mar del Plata   |                 |               |         | 60              |                 |                 |  |
|  | Jujuy           | Jujuy           | 3               |               |         |                 |                 |                 |  |
|  | Jujuy           | Jujuy           | 3               |               |         |                 |                 |                 |  |
|  |                 |                 |                 |               |         |                 |                 |                 |  |

| 4 de septiembre | Córdoba | 28 - 6  | Alto Valle | Jockey Club Córdoba, Córdoba         |                                      |
|                 |         | Reporte |            | Árbitro(s): Alberto Robson (Rosario) | Árbitro(s): Alberto Robson (Rosario) |

| 4 de septiembre | Mar del Plata | 60 - 3  | Jujuy | Jockey Club Córdoba, Córdoba         |                                      |
|                 |               | Reporte |       | Árbitro(s): Mario Camedrio (Córdoba) | Árbitro(s): Mario Camedrio (Córdoba) |

| 5 de septiembre | Córdoba | 3 - 9   | Mar del Plata | Jockey Club Córdoba, Córdoba         |                                      |
|                 |         | Reporte |               | Árbitro(s): Alberto Robson (Rosario) | Árbitro(s): Alberto Robson (Rosario) |

### Zona 2
La Unión de Rugby de Salta fue la subsede de la Zona 2, con los encuentros disputándose en las instalaciones del Jockey Club de Limache, Salta.
|  | Semifinales      | Semifinales      | Semifinales      |       |              | Final            | Final            | Final            |  |
|  | 18 de septiembre | 18 de septiembre | 18 de septiembre |       |              | 19 de septiembre | 19 de septiembre | 19 de septiembre |  |
|  |                  |                  |                  |       |              |                  |                  |                  |  |
|  |                  |                  |                  |       |              |                  |                  |                  |  |
|  | Buenos Aires     | Buenos Aires     | 49               |       |              |                  |                  |                  |  |
|  | Buenos Aires     | Buenos Aires     | 49               |       |              |                  |                  |                  |  |
|  | Nordeste         | Nordeste         | 4                |       |              |                  |                  |                  |  |
|  | Nordeste         | Nordeste         | 4                |       | Buenos Aires | Buenos Aires     | 24               |                  |  |
|  |                  |                  |                  |       | Buenos Aires | Buenos Aires     | 24               |                  |  |
|  |                  |                  | Salta            | Salta | 6            |                  |                  |                  |  |
|  |                  |                  | Salta            | Salta | 6            |                  |                  |                  |  |
|  |                  |                  |                  |       |              |                  |                  |                  |  |
|  |                  |                  |                  |       |              |                  |                  |                  |  |
|  |                  |                  |                  |       |              |                  |                  |                  |  |
|  |                  |                  |                  |       |              |                  |                  |                  |  |

| 18 de septiembre | Buenos Aires | 49 - 4  | Nordeste | Jockey Club de Salta, Salta        |                                    |
|                  |              | Reporte |          | Árbitro(s): Roque Daneri (Tucumán) | Árbitro(s): Roque Daneri (Tucumán) |

| 19 de septiembre | Buenos Aires | 24 - 6  | Salta | Jockey Club de Salta, Salta        |                                    |
|                  |              | Reporte |       | Árbitro(s): Roque Daneri (Tucumán) | Árbitro(s): Roque Daneri (Tucumán) |

### Zona 3
La Unión de Rugby de Rosario fue la subsede de la Zona 3, con los encuentros disputándose en las instalaciones del Duendes Rugby Club.
|  | Semifinales      | Semifinales      | Semifinales      |         |         | Final            | Final            | Final            |  |
|  | 11 de septiembre | 11 de septiembre | 11 de septiembre |         |         | 12 de septiembre | 12 de septiembre | 12 de septiembre |  |
|  |                  |                  |                  |         |         |                  |                  |                  |  |
|  |                  |                  |                  |         |         |                  |                  |                  |  |
|  | Rosario          | Rosario          | 69               |         |         |                  |                  |                  |  |
|  | Rosario          | Rosario          | 69               |         |         |                  |                  |                  |  |
|  | San Juan         | San Juan         | 3                |         |         |                  |                  |                  |  |
|  | San Juan         | San Juan         | 3                |         | Rosario | Rosario          | 18               |                  |  |
|  |                  |                  |                  |         | Rosario | Rosario          | 18               |                  |  |
|  |                  |                  | Tucumán          | Tucumán | 9       |                  |                  |                  |  |
|  | Tucumán          | Tucumán          | Tucumán          | Tucumán | 9       | 14               |                  |                  |  |
|  | Tucumán          | Tucumán          |                  |         |         | 14               |                  |                  |  |
|  | Sur              | Sur              | 0                |         |         |                  |                  |                  |  |
|  | Sur              | Sur              | 0                |         |         |                  |                  |                  |  |
|  |                  |                  |                  |         |         |                  |                  |                  |  |

| 11 de septiembre | Rosario | 69 - 3  | San Juan | Duendes Rugby Club, Rosario                  |                                              |
|                  |         | Reporte |          | Árbitro(s): Manuel Peralta Ramírez (Córdoba) | Árbitro(s): Manuel Peralta Ramírez (Córdoba) |

| 11 de septiembre | Tucumán | 14 - 0  | Sur | Duendes Rugby Club, Rosario    |                                |
|                  |         | Reporte |     | Árbitro(s): Waldemar Schaufler | Árbitro(s): Waldemar Schaufler |

| 12 de septiembre | Rosario | 18 - 9  | Tucumán | Duendes Rugby Club, Rosario                  |                                              |
|                  |         | Reporte |         | Árbitro(s): Manuel Peralta Ramírez (Córdoba) | Árbitro(s): Manuel Peralta Ramírez (Córdoba) |

### Zona 4
La Unión de Rugby de Cuyo fue la subsede de la Zona 4, con los encuentros disputándose en las instalaciones del Mendoza Rugby Club, en Guaymallén.
|  | Semifinales     | Semifinales     | Semifinales     |          |      | Final           | Final           | Final           |  |
|  | 4 de septiembre | 4 de septiembre | 4 de septiembre |          |      | 5 de septiembre | 5 de septiembre | 5 de septiembre |  |
|  |                 |                 |                 |          |      |                 |                 |                 |  |
|  |                 |                 |                 |          |      |                 |                 |                 |  |
|  | Cuyo            | Cuyo            | 91              |          |      |                 |                 |                 |  |
|  | Cuyo            | Cuyo            | 91              |          |      |                 |                 |                 |  |
|  | Austral         | Austral         | 6               |          |      |                 |                 |                 |  |
|  | Austral         | Austral         | 6               |          | Cuyo | Cuyo            | 19              |                 |  |
|  |                 |                 |                 |          | Cuyo | Cuyo            | 19              |                 |  |
|  |                 |                 | Santa Fe        | Santa Fe | 14   |                 |                 |                 |  |
|  | Santa Fe        | Santa Fe        | Santa Fe        | Santa Fe | 14   | 16              |                 |                 |  |
|  | Santa Fe        | Santa Fe        |                 |          |      | 16              |                 |                 |  |
|  | Tandil          | Tandil          | 3               |          |      |                 |                 |                 |  |
|  | Tandil          | Tandil          | 3               |          |      |                 |                 |                 |  |
|  |                 |                 |                 |          |      |                 |                 |                 |  |

| 4 de septiembre | Cuyo | 91 - 6  | Austral | Mendoza Rugby Club, Guaymallén    |                                   |
|                 |      | Reporte |         | Árbitro(s): Oscar Merme (Córdoba) | Árbitro(s): Oscar Merme (Córdoba) |

| 4 de septiembre | Santa Fe | 16 - 3  | Tandil | Mendoza Rugby Club, Guaymallén |                              |
|                 |          | Reporte |        | Árbitro(s): Torren (Mendoza)   | Árbitro(s): Torren (Mendoza) |

| 5 de septiembre | Cuyo | 19 - 14 | Santa Fe | Mendoza Rugby Club, Guaymallén    |                                   |
|                 |      | Reporte |          | Árbitro(s): Oscar Menne (Córdoba) | Árbitro(s): Oscar Menne (Córdoba) |

## Cuartos de final
El encuentro interzonal clasificatorio para las semifinales del torneo enfrentó a los ganadores las zonas 1 y 2, la Unión de Rugby de Mar del Plata y el equipo de la Unión Argentina de Rugby, Buenos Aires.
| 26 de septiembre | Mar del Plata | 10 - 25 | Buenos Aires | Parque Camet, Mar del Plata |                           |
|                  |               | Reporte |              | Árbitro(s): Angel Garrido   | Árbitro(s): Angel Garrido |

## Fase final
La Unión de Rugby del Valle del Chubut clasificó directamente a semifinales por ser sede las fases finales.
|  | Semifinales  | Semifinales  | Semifinales  |      |              | Final         | Final         | Final         |  |
|  | 9 de octubre | 9 de octubre | 9 de octubre |      |              | 10 de octubre | 10 de octubre | 10 de octubre |  |
|  |              |              |              |      |              |               |               |               |  |
|  |              |              |              |      |              |               |               |               |  |
|  | Buenos Aires | Buenos Aires | 25           |      |              |               |               |               |  |
|  | Buenos Aires | Buenos Aires | 25           |      |              |               |               |               |  |
|  | Rosario      | Rosario      | 9            |      |              |               |               |               |  |
|  | Rosario      | Rosario      | 9            |      | Buenos Aires | Buenos Aires  | 19            |               |  |
|  |              |              |              |      | Buenos Aires | Buenos Aires  | 19            |               |  |
|  |              |              | Cuyo         | Cuyo | 9            |               |               |               |  |
|  | Cuyo         | Cuyo         | Cuyo         | Cuyo | 9            | 34            |               |               |  |
|  | Cuyo         | Cuyo         |              |      |              | 34            |               |               |  |
|  | Chubut       | Chubut       | 3            |      |              |               |               |               |  |
|  | Chubut       | Chubut       | 3            |      |              |               |               |               |  |
|  |              |              |              |      |              |               |               |               |  |

### Semifinales
| 9 de octubre | Buenos Aires | 25 - 9  | Rosario | Trelew,                                    |                                            |
|              |              | Reporte |         | Árbitro(s): Alberto Roldán (Mar del Plata) | Árbitro(s): Alberto Roldán (Mar del Plata) |

| 9 de octubre | Cuyo | 34 - 3  | Chubut | Trelew,                                       |                                               |
|              |      | Reporte |        | Árbitro(s): Ricardo J. Colombo (Buenos Aires) | Árbitro(s): Ricardo J. Colombo (Buenos Aires) |

### Final
| 10 de octubre | Buenos Aires | 19 - 9  | Cuyo | Trelew,                                    |                                            |
|               |              | Reporte |      | Árbitro(s): Alberto Roldán (Mar del Plata) | Árbitro(s): Alberto Roldán (Mar del Plata) |

|                      |
| Buenos Aires Campeón |
| Décimo-cuarto título |